# البطولات الوطنية الأمريكية 1946 (كرة مضرب)
قائمة بالأبطال في 1946 البطولات الوطنية الأمريكية لكرة المضرب (المعروفة الآن باسم أمريكا المفتوحة):

## الكبار

### فردي رجال
جاك كرامر هزم  توم براون 9-7 6-3 6-0

### فردي سيدات
باولينا باتز آدي هزم  باتريسيا كانينغ تود 11-9, 6-3